# Куасси, Блез
Блез Коффи Куасси (фр. Blaise Koffi Kouassi; род. 2 февраля 1975 года, Абиджан) — ивуарийский футболист, защитник сборной Кот-д'Ивуара. Участник чемпионата мира 2006 года.

## Клубная карьера
Во взрослом футболе дебютировал в 1998 году, выступая за клуб «АСЕК Мимозас», в котором провёл два сезона, и выиграл с командой африканскую Лигу чемпионов. Своей игрой за эту команду привлёк внимание представителей тренерского штаба клуба «Генгам», в состав которого присоединился в 2000 году. 7 февраля 2001 года он провёл свой первый матч в Лиге 1 он сыграл на «Парк де Пренс». Сыграл за команду пять сезонов своей карьеры. Большинство времени, проведенного в составе «Генгама», был основным защитником.
С 2005 года стал защищать цвета клуба «Труа». 16 мая 2007 года, за два тура до окончания чемпионата, у игрока завершился контракт с «Труа» и Куасси договорился с катарским клубом «Эр-Райян», с которым он подписал контракт неделей ранее. Несколько месяцев спустя, в августе 2007 года, он вернулся во Францию, подписав контракт с новичком Лиги 2, клубом «Анже». По окончании сезона 2008/09 годов Куасси завершил карьеру.

## Выступления за сборную
27 июля 1997 года дебютировал в составе национальной сборной Кот-д'Ивуара в матче против Мали. В течение карьеры в национальной команде, которая длилась 12 лет, провёл в форме главной команды страны 37 матчей.
В составе сборной был участником Кубка африканских наций 1998 в Буркина-Фасо, Кубка африканских наций 2000 в Гане и Нигерии, Кубка африканских наций 2002 в Мали, чемпионата мира 2006 года в Германии, Кубка африканских наций 2006 в Египте, где вместе с командой завоевал «серебро».

## Карьера тренера
28 мая 2010 года Блез Куасси был назначен помощником тренера сборной Кот-д'Ивуара.

## Достижения
- АСЕК Мимозас
  - Чемпион Кот-д'Ивуара (2): 1998, 2000
  - Обладатель Кубка Кот-д'Ивуара (1): 1999
  - Победитель Лиги чемпионов КАФ (1): 1998
- Кот-д'Ивуар
  - Финалист Кубка африканских наций (1): 2006